# Lechea pulchella
Lechea pulchella är en solvändeväxtart som beskrevs av Constantine Samuel Rafinesque. Lechea pulchella ingår i släktet Lechea och familjen solvändeväxter.

## Underarter
Arten delas in i följande underarter:
- L. p. moniliformis
- L. p. ramosissima